# Josef Šolc
Josef Šolc (15. prosince 1905 Borová u Poličky – 29. července 1994 Praha) byl český architekt a malíř.

## Život
Své dětství s rodiči prožil ve Vídni, v Praze a v Brně. V letech 1923–1927 vystudoval Vyšší průmyslovou školu stavební v Brně. Po absolvování studia nastoupil do architektonického ateliéru Ing. arch. dr. techn. Jaroslav Stockar-Bernkopf v Brně. V roce 1930 se oženil s Marií Čuříkovou, dcerou poslance a generálního sekretáře Křesťansko-sociální strany v Brně Antonína Čuříka. Na svět přivedli tři děti – Evu, Josefa a Pavla. V roce 1933 se Josef Šolc s rodinou přestěhoval do Prahy, kde zahájil studium na Akademii výtvarných umění v Praze u profesora Josefa Gočára. Současně se studiem pracoval v dopoledních hodinách v ateliéru renomovaných architektů Stalmach a Svoboda. Koncem roku 1935, kdy měl předepsané zkoušky na AVU s půlročním předstihem složené, přijal architekt Josef Šolc místo u stavitele Václava Dvořáka v Brně. Zde se jako projektant podílel na stavebních plánech mnoha brněnských činžovních domů. V polovině roku 1936 nastoupil jako přednosta technického oddělení Národní banky československé v Praze. Zde vytvořil projekty svých významných staveb, jako jsou například Činžovní domy Pensijního fondu zaměstnanců Národní banky Československé.
V únoru roku 1955 byl jako oběť porušování zákonů lidově demokratického zřízení zatčen a v květnu téhož roku odsouzen na osm let. Během výkonu trestu pracoval v pankrácké věznici v tzv. Plánovačce, kde byli soustředěni významní architekti, inženýři a projektanti. V květnu roku 1960 byl na základě amnestie prezidenta Antonína Novotného propuštěn na svobodu.
Architekt Josef Šolc je autorem znaku národního podniku Pražská stavební obnova (PSO), který byl zřízen k 1. květnu 1965 sloučením tehdejších obvodních stavebních podniků (OSP) s podnikem Fasádostav. Jednoduchý znak se siluetou Prašné brány v kruhu a velkými písmeny PSO byl v 70. a 80. letech 20. století vidět téměř na každé pražské rozestavěné budově.
- 1927 – 33 Jaroslav Stockar
- 1933 – 35 Stalmach a Svoboda
- 1935 – 36 Václav Dvořák
- 1936 – 55 Národní banka československá
- 1955 – 60 Nápravné zařízení Ministerstva vnitra, Pankrác
- 1960 – 64 Obchodní projekt Praha
- 1965 – 72 Pražská stavební obnova
- 1972 – 77 Železniční stavitelství Praha (brigádně)
- 1977 – 86 Správa přestavby železničního uzlu Praha (brigádně)

## Stavby

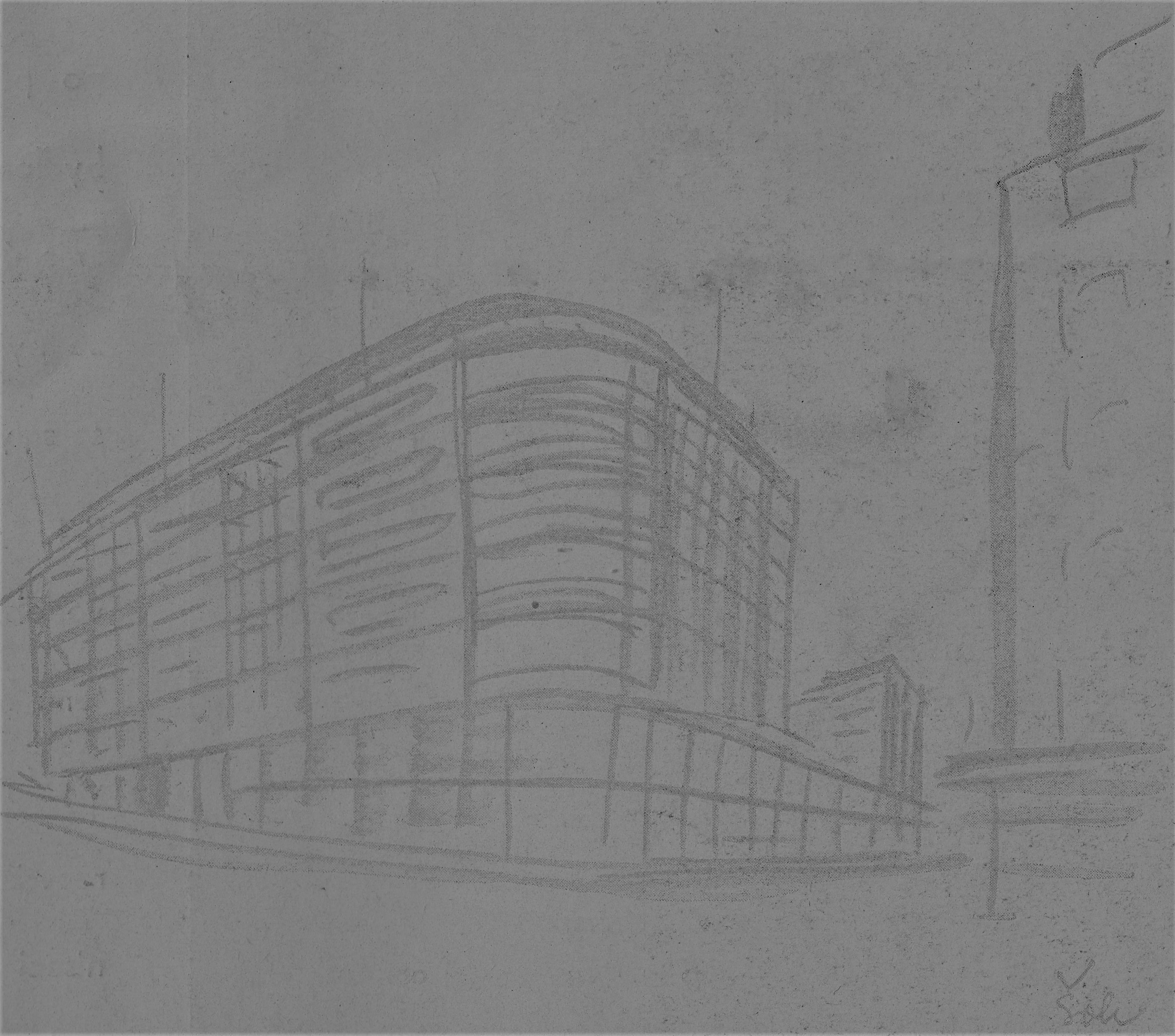
Činžovní domy Pensijního fondu zaměstnanců Národní banky Československé v Praze 7. Signovaný náčrtek, spojovací budova v této variantě ještě kopíruje uliční čáru ulice Františka Křížka.

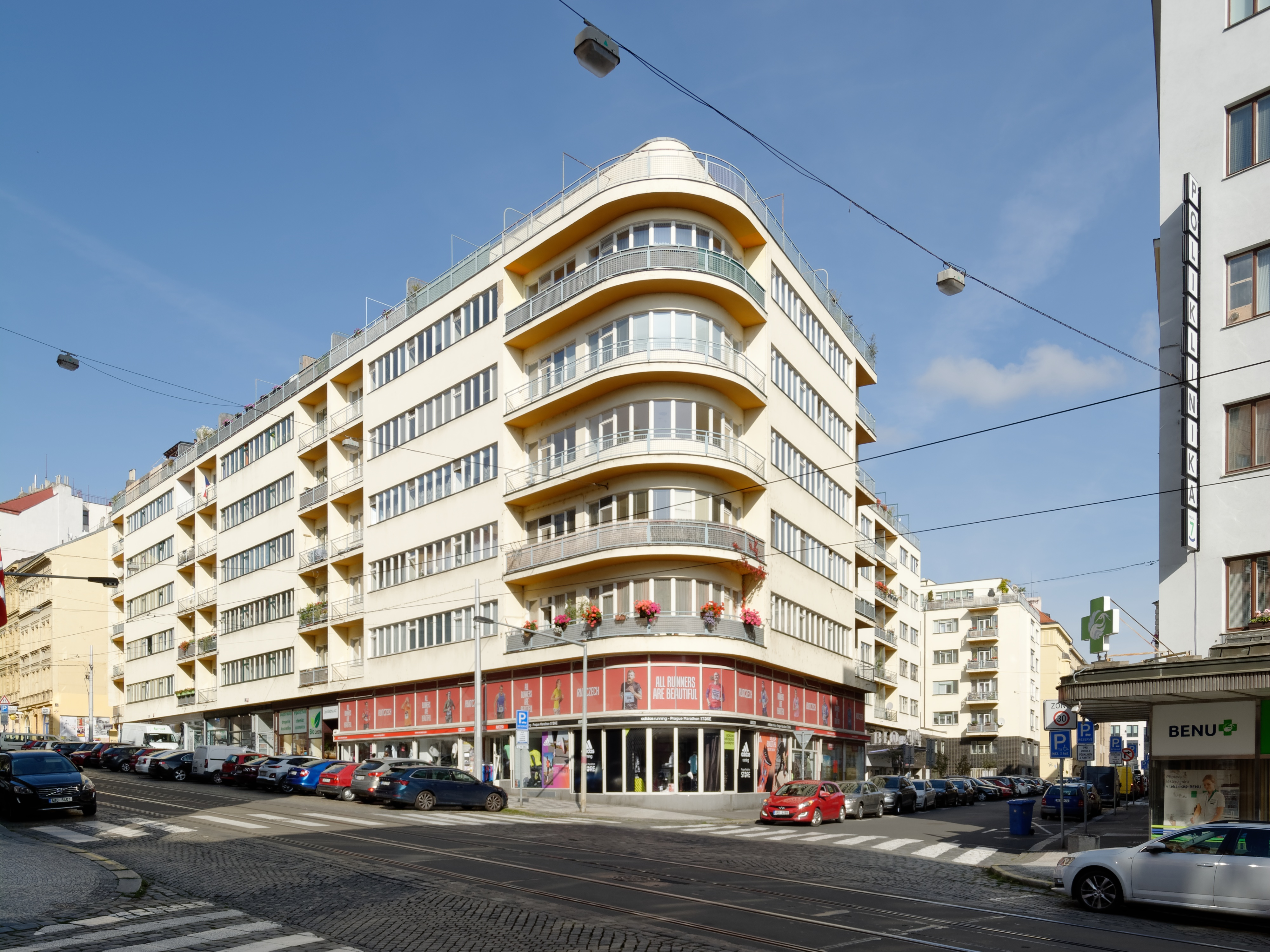
Činžovní domy Pensijního fondu zaměstnanců Národní banky Československé, stav v roce 2021.

- 1935 – 36 Architektonická studie pro výstavbu Obchodního a bytového domu Convalaria v Brně na nároží ulic Veselá a Česká, spolupráce Vojtěch Matonoha[5]
- 1935 – 36 Činžovní domy v Pellicově ulici čp. 13, 13a, 17 a 19 v Brně, spolupráce stavitel Václav Dvořák[6][7]
- 1935 – 36 Činžovní domy v Pekařské ulici čp. 28, 30, 32, 39, 41 a 43 v Brně, spolupráce stavitel Václav Dvořák[8][9]
- 1935 – 36 Nájemní domy na Mendlově náměstí čp. 16 až 19 v Brně, spolupráce stavitel Václav Dvořák[10]
- 1936 – 38 Hotely Veľká Fatra a Malá Fatra v Rajeckých Teplicích u Žiliny, spolupráce Jaroslav Stockar. Ve skutečnosti se jednalo utajené náhradní sídlo Národní banky československé pro případ válečného napadení státu. Hotel Veľká Fatra by byl přeměněn na administrativní budovu banky a hotel Malá Fatra by sloužil k ubytování klíčových pracovníků banky.[11]
- 1936 – 38 Rezervní tiskárna čsl. bankovek v Harmanci u Bánské Bystrice včetně obytných domů pro zaměstnance, spolupráce Jaroslav Stockar.[11]
- 1937 – 40 Blok domů Národní banky s kinem Oko (Činžovní domy Pensijního fondu zaměstnanců Národní banky Československé), spolupráce Jaroslav Stockar, Františka Křížka, Milady Horákové, Heřmanova čp. 457, 456, 457, 460, 461, 462, 481/VII., Praha – Holešovice[1]
- 1941 – 45 Rozsáhlá architektonická studie pro výstavbu nového bankovního paláce NBČS v Praze v oblasti vymezené ulicemi Jindřišská, Růžová a Bredovská (dnes Politických vězňů), nerealizováno[12]
- 1946 – 47 Výpravní a obytná budova železniční stanice Lanžhot.
- 1947 – 48 Výpravní a obytná budova železniční stanice Veselí nad Moravou[13], výtvarná spolupráce sochař Fiala a moravská lidová malířka Rozka Falešníková.
- 1948 – 49 Adaptace autobusového nádraží ČSAD Praha Florenc, včetně návrhu na nový znak ČSAD.
- 1952 – 53 Výpravní a obytná budova železniční stanice Velké Meziříčí, výtvarná spolupráce sochař Jiří Dušek.
- 1952 – 53 Výpravní a obytná budova železniční stanice Křižanov, výtvarná spolupráce sochař Karel Hladík.
- 1953 – 54 Nová budova Státní banky Československé v Blansku na náměstí Republiky (dnes budova KB), výtvarná spolupráce sochař Josef Kaplický.
- 1956 – 57 Rekreační hotel ministerstva vnitra Vltava v Červené nad Vltavou (katastr Jetětice) u vodního díla Orlík.
- 1963 – 64 Hotel Racek v Černé v Pošumaví u údolní nádrže Lipno, výtvarná spolupráce sochař Jiří Dušek.
- 1964 – 65 Motorest Jednota v obci Lubenec okr. Louny.
- 1966 – 66 Hotel Sázava, Sázava u Žďáru nad Sázavou, výcvikové a stravovací středisko železničního vojska (opakovaný projekt hotelu Racek z Černé v Pošumaví, bez vědomí a souhlasu architekta Josefa Šolce, měl i soudní dohru ve které byl architekt Josef Šolc odškodněn)[14]
- 1967 – 69 Hotel Rekrea v Humpolci na Horním náměstí (dnes hotel Kotyza).
- 1980 – 85 Architektonická studie společné odbavovací haly nové železniční stanice Praha-Holešovice a stanice metra Nádraží Holešovice trasy C (původně Fučíkova)[15][16]

## Malíř
V polovině 70. let 20. století se architekt Josef Šolc začal intenzivně věnovat malování obrazů. Náměty pro své obrazy čerpal nejen v Praze, ale i na hojných zahraničních cestách po zemích bývalé Jugoslávie, bývalé Německé demokratické republice a v Itálii. Do svého vždy přítomného skicáře si formou jednoduchých kreseb tužkou či křídou zaznamenával nápady pro svá budoucí malířská díla. Zpočátku při malování užíval kombinovanou techniku lavírování. Netrvalo dlouho a zkusil akvarelové barvy kombinované s konturami zvýrazněnými tuší. Této malířské technice zůstal věrný i přesto, že od počátku 80. let již maloval akrylovými barvami na dřevěné nebo sololitové desky. Dalším výrazným motivem jeho obrazů byly květiny a různá zátiší. Během svého malířského života uspořádal sedm samostatných výstav a zúčastnil se jedné kolektivní.
- Svoji první výstavu obrazů a kreseb uspořádal v roce 1978. Výstava byla instalována v prostorách budovy Ústředního kulturního domu železničářů v Praze na Náměstí Míru v termínu leden až únor 1978. Vernisáž výstavy proběhla v pátek 6. ledna 1978. Malíř Josef Šolc zde vystavoval celou škálu akvarelů z raného období své malířské tvorby.
- Druhou samostatnou výstavu uspořádal v roce 1980 ke svému 75. výročí narození. Výstava s názvem “Josef Šolc – obrazy | kresby” byla instalována opět v Ústředním kulturním domě železničářů na Vinohradech v termínu srpen až září 1990. Vernisáž proběhla dne 12. srpna v odpoledních hodinách. Z dochovaného katalogu k výstavě je zřejmé, že zde bylo vystaveno celkem 60 obrazů a kreseb.
- Třetí výstavu instaloval malíř Josef Šolc v honosné budově na rohu ulic Celetná a Na Příkopě. Tehdy tam sídlilo Federální ministerstvo dopravy, později pak Komerční banka. Výstavu obrazů Josefa Šolce bylo možné zhlédnout v této budově během října 1980.
- Čtvrtá výstava obrazů proběhla velmi netradičně , a to v rámci výstavy živých narcisů a tulipánů v Uhříněvsi. Kombinace živých květin s akvarely malíře Josefa Šolce s motivem květin se nakonec ukázalo jako velmi vhodné doplnění této výstavy živých květin. Výstava byla uspořádána ve dnech 29. dubna až 1. května 1983 v sále OPS u kostela pod patronací Českého zahrádkářského svazu, základní organizace Uhříněves.
- Pátou samostatnou výstavu malíře Josefa Šolce uspořádalo Dílo, podnik Českého fondu výtvarných umění v Teplicích na tehdejší Leninově třídě čp. 24. Obrazy a kresby byly vystaveny během celého ledna roku 1984.
- Šestá výstava malířského umění Josefa Šolce pod názvem “OBRAZY A KRESBY” byla uspořádána přímo na akademické půdě Fyziologického ústavu Československé akademie věd v areálu Biologických ústavů ČSAV ve Vídeňské čp. 1083 v Praze 4 – Krči. Vernisáž výstavy proběhla dne 4. září 1985 v 15 hodin. Výstavu bylo pak možné navštívit každý pracovní den až do 30. září.
- Svaz českých výtvarných umělců ve spolupráci s Českým fondem výtvarných umění a Parkem kultury a oddechu Julia Fučíka uspořádal v roce 1988 velkolepou kolektivní výstavu s názvem “Salón pražských výtvarných umělců ´88”. Výstava proběhla v termínu od 8. července do 7. srpna 1988. Všechna umělecká díla byla instalována na třech výstavních plochách a výstavy se zúčastnilo celkem 929 umělců. Díla bylo možné zhlédnout v Parku kultury a oddechu J. Fučíka, dále na Zimním stadiónu ve stejném areálu a v Bruselském pavilonu. Malíř Josef Šolc se této rozsáhlé kolektivní výstavy též zúčastnil.
- Poslední samostatnou výstavu uspořádal malíř Josef Šolc ve spolupráci s Dílem, podnikem Českého fondu výtvarných umění v Galerii Letná na třídě Milady Horákové, tedy přímo v jednom z činžovních domů, který spolu s architektem Jaroslavem Stockar-Bernkopfem společně navrhli. Vernisáž výstavy s názvem "Josef Šolc obrazy" proběhla 27. listopadu 1990 v 17 hodin. Při vernisáži se ujal hlavního slova Josef Tošovský, předseda Státní banky československé, pozdější guvernér České národní banky. Výstava byla prodejního rázu a všechna vystavená díla bylo možné po výstavě zakoupit. Výstava trvala až do 11. prosince 1990.

Malířská díla Josefa Šolce
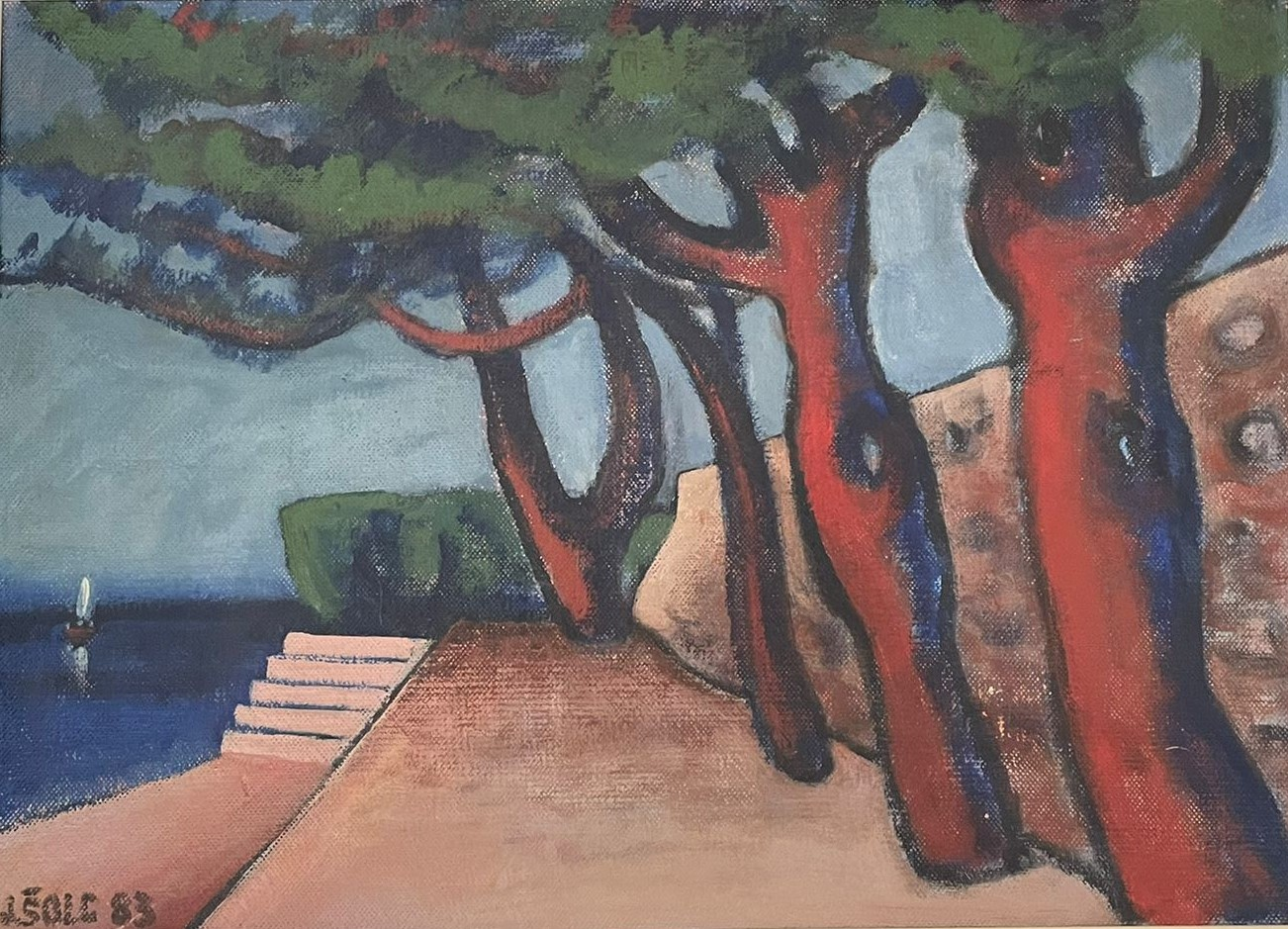
Staré borovice, 1983, akryl 70x50 cm
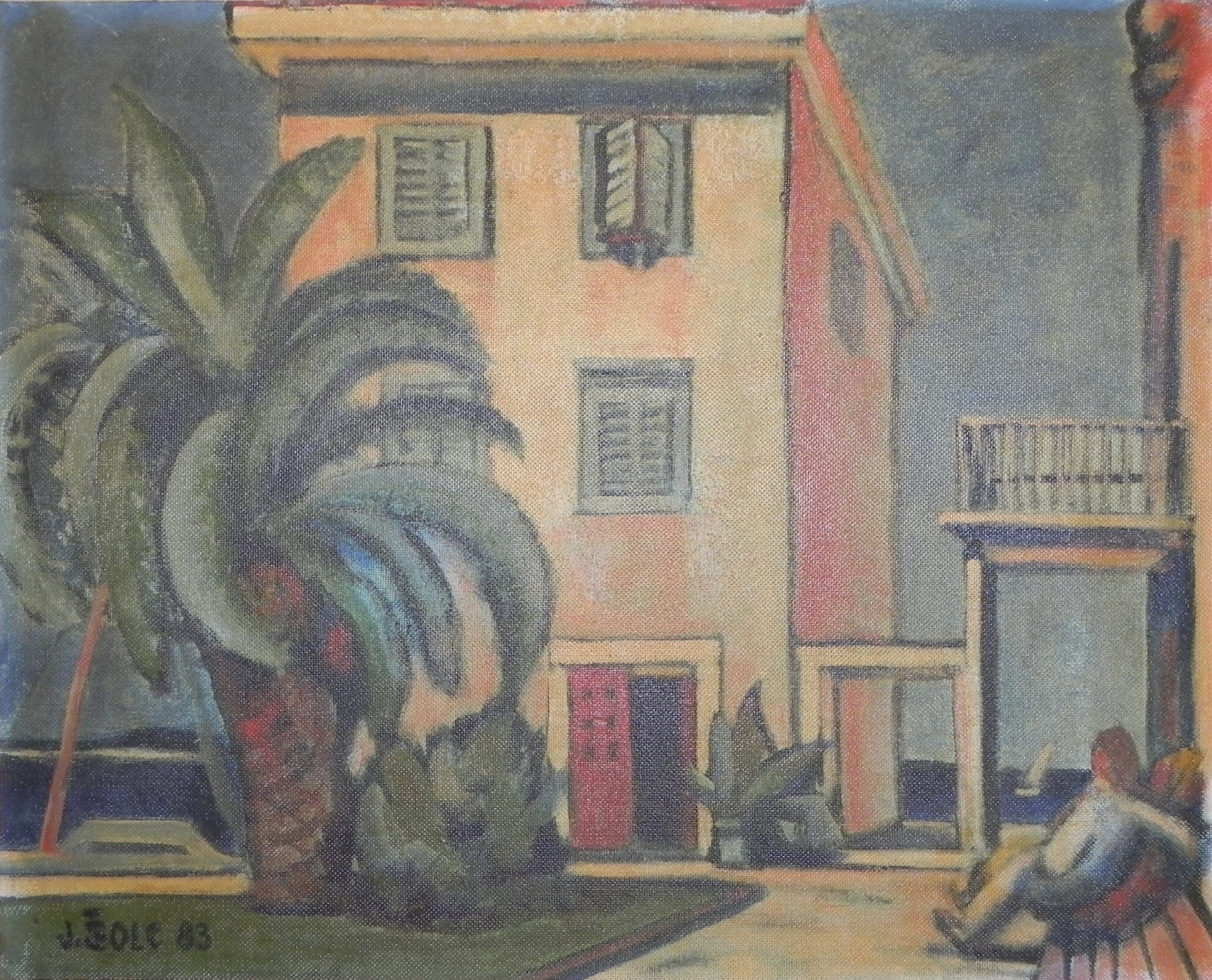
Celnice v přístavu Sutivan, 1983, akryl 60x75 cm
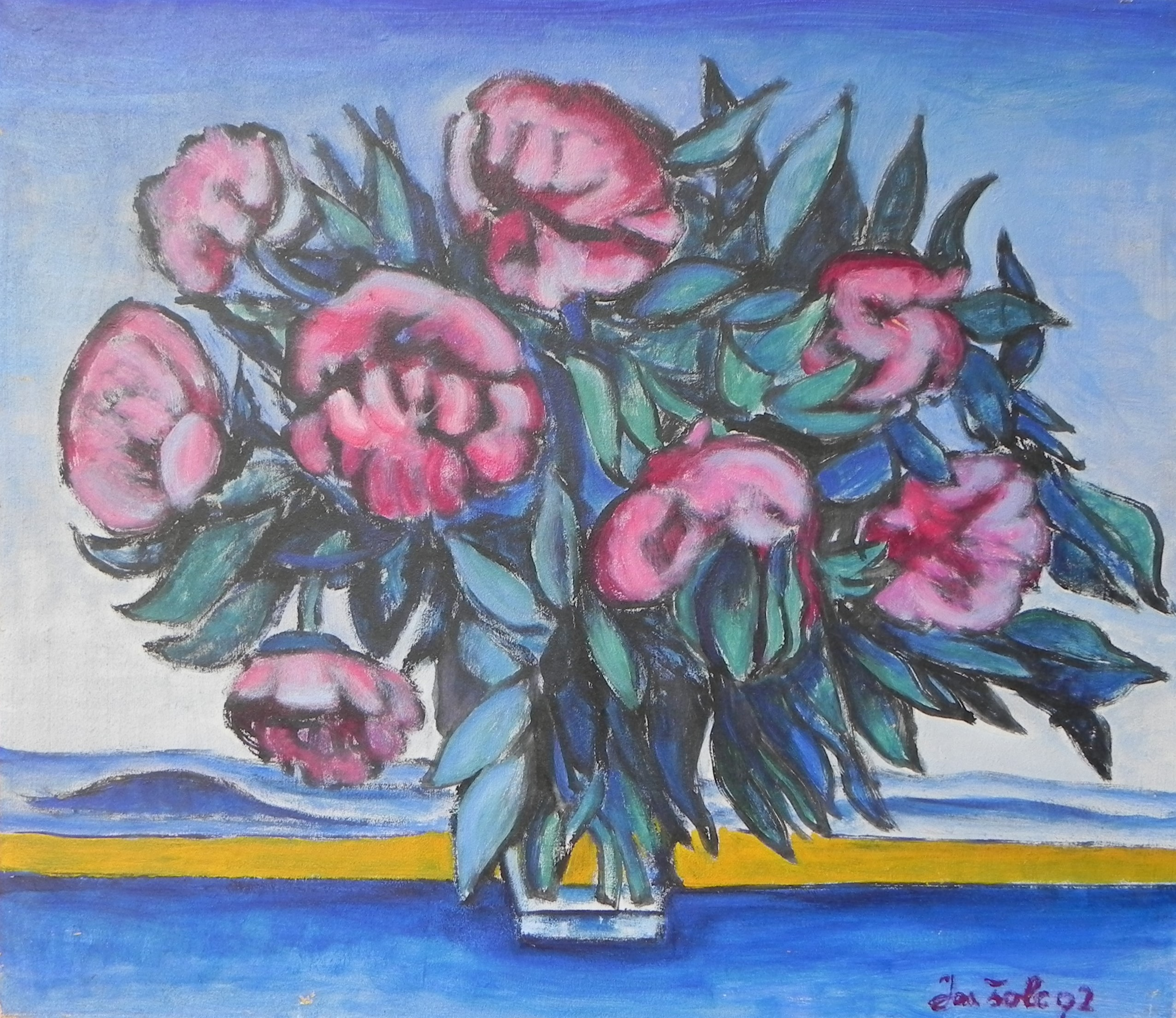
Pivoňky, 1992, akryl 60x70 cm
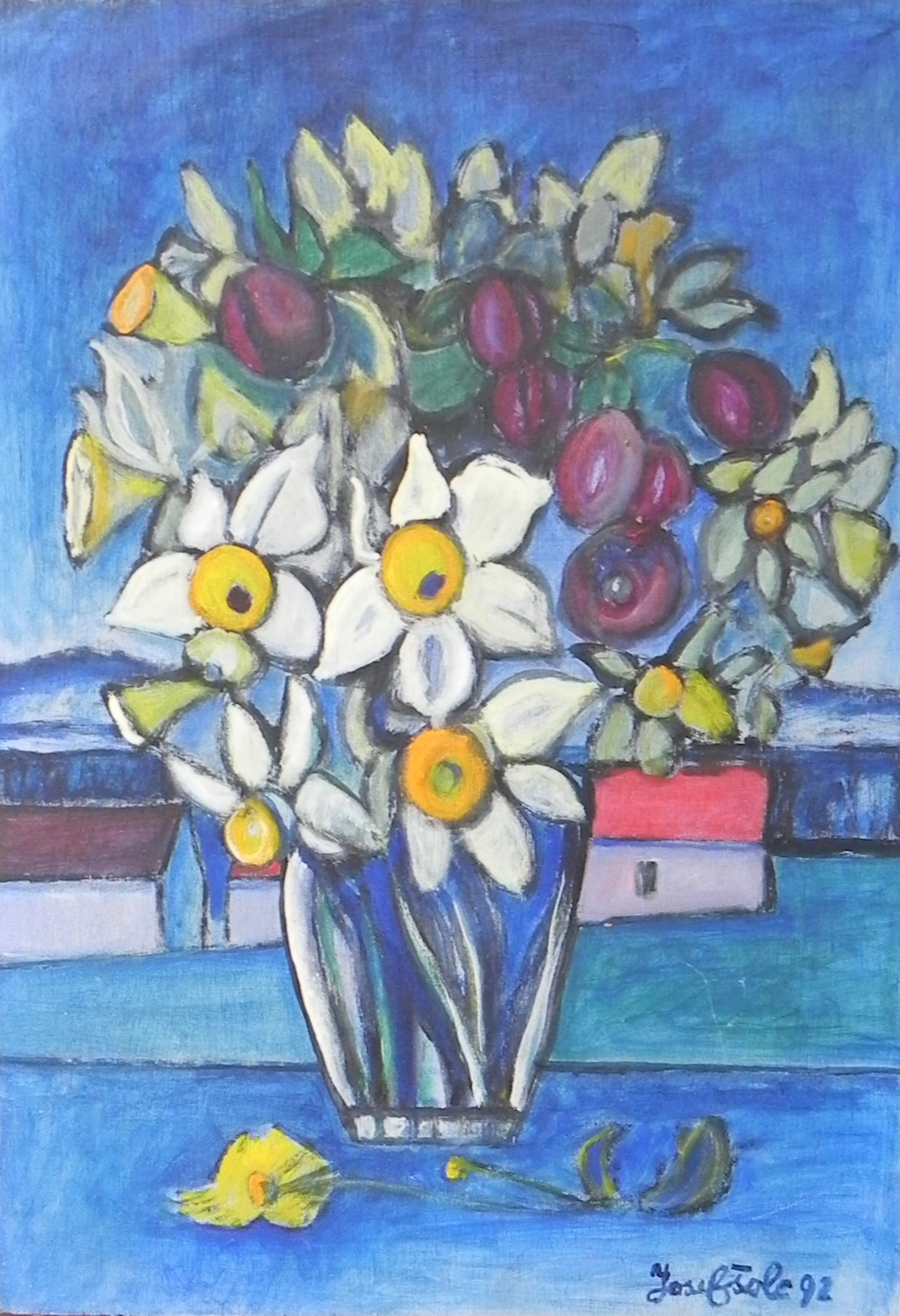
Pestrobarevná kytice, 1992, akryl 70x50 cm